# Randmattvävare
Randmattvävare (Stemonyphantes lineatus) är en spindelart som först beskrevs av Carl von Linné 1758.  Randmattvävare ingår i släktet Stemonyphantes och familjen täckvävarspindlar. Arten är reproducerande i Sverige. Inga underarter finns listade i Catalogue of Life.